# La Capital (Rosario)
La Capital es un diario de la ciudad de Rosario y su región, en la República Argentina. Fue fundado el 15 de noviembre de 1867 y es el periódico más antiguo de Argentina todavía en circulación, por lo que ha ganado el título de Decano de la Prensa Argentina, siendo uno de los pocos diarios en el país que atravesó tres siglos de historia.
En su 150.º aniversario, en 2017, recibió en el Senado de la Nación la mención de honor Domingo F. Sarmiento, el mayor reconocimiento que otorga la cámara alta, y también fue homenajeado por la Municipalidad de Rosario y por el Consejo de la ciudad, quienes nombraron a La Capital institución distinguida.
En 1998 se estimaba que tenía un alcance de más de dos millones de lectores en cinco provincias. En 2022 tenía una tirada de 37.000 ejemplares los domingos y 15.000 los días de semana.
Después de más de un siglo como empresa familiar, los herederos de Ovidio Lagos dejaron de estar al frente del directorio en 1997, cuando adquirió el diario el Grupo América, creado y conducido por el empresario mendocino Daniel Vila y el expolítico y empresario José Luis Manzano. En marzo de 2019 el Grupo Televisión Litoral -cuyo propietario es Gustavo Scaglione y que agrupa a Canal 3 de Rosario (El Tres TV), Radio Dos, FM Vida y Rosario3.com- compró el Multimedios La Capital (que también integran los diarios Uno de Santa Fe y Uno de Paraná, las radios LT8 y FM Del Siglo, y la firma Metrópoli).

## Historia

### En elsigloXIX

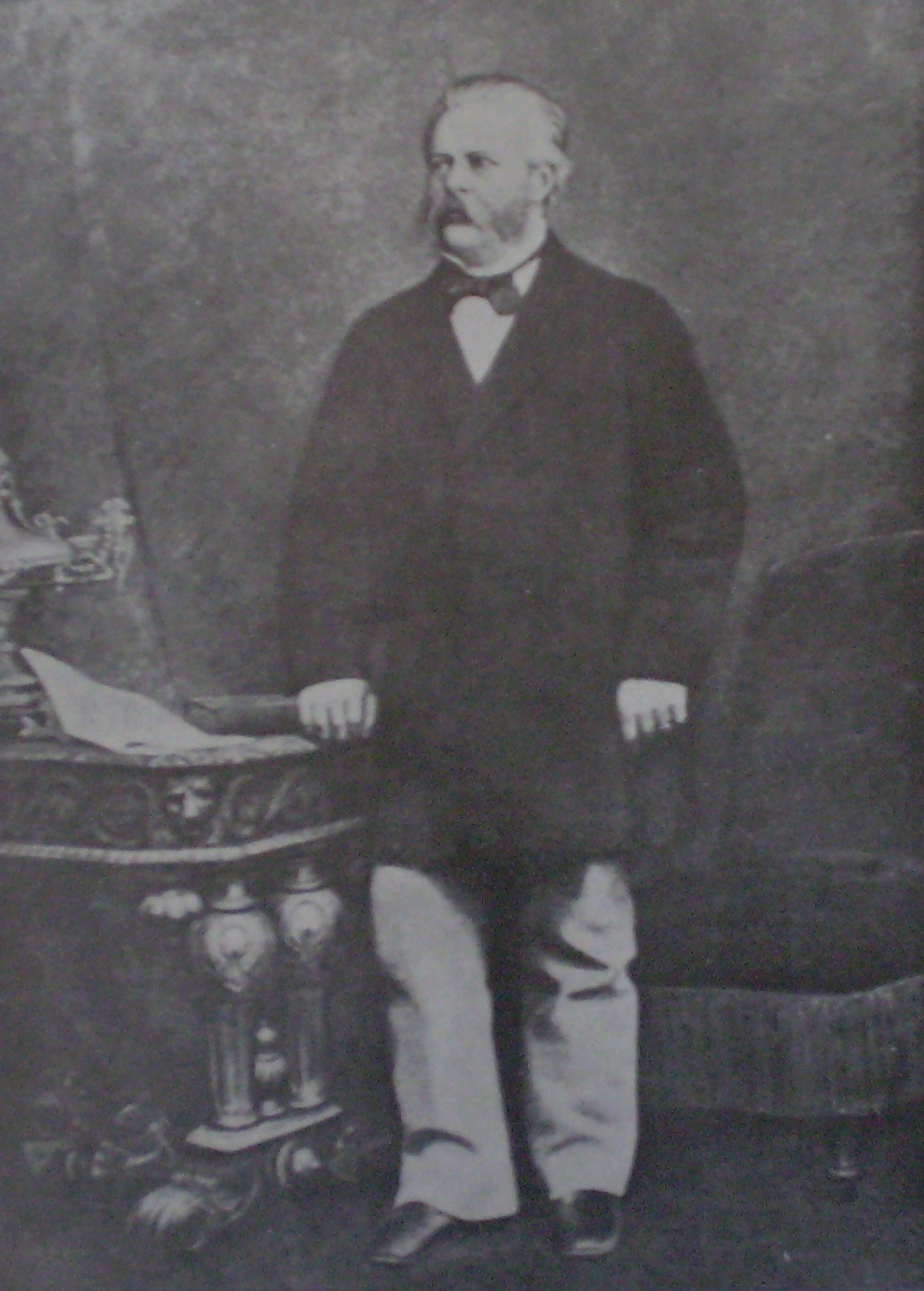
Ovidio Lagos, fundador de La Capital

Tras la aparición el 25 de mayo de 1854 del primer periódico de Rosario (La Confederación, que se publicó durante 8 años) y otros diarios que no perduraron en el tiempo, Ovidio Lagos y el periodista e impresor Eudoro Carrasco fundaron el diario La Capital y publicaron el primer ejemplar el 15 de noviembre de 1867. Fue impreso por los hermanos Carrasco y financiado por Justo José de Urquiza, por entonces gobernador de Entre Ríos y presidente de la Confederación Argentina, quien pretendía trasladar la capital argentina a Rosario y buscaba motorizar su propuesta a través del periódico.
"Las columnas de La Capital pertenecen al pueblo", escribió Ovidio Lagos, en lo que se convirtió en el lema del diario.
En sus comienzos el edificio estaba en la calle Santa Fe 104, la publicación era vespertina y se presume que sus ediciones eran anunciadas con la estampida de un cañón o una trompeta.
La Capital aportó una innovación a Rosario: poner en las calles, por primera vez, pequeños vendedores ambulantes de diarios denominados canillitas. El historiador Miguel Ángel De Marco señala que estos repartidores propios voceaban el nombre de La Capital "y se introducían en cafés, comercios y en cuanto sitio pudieran hallar un eventual interesado en adquirirlo". Años más tarde, el periodista y militante anarquista uruguayo Florencio Sánchez escribiría la obra teatral Canillita, estrenada el 2 de octubre de 1903 en el teatro La Comedia de Rosario.
El 19 de agosto de 1868 el diario pasó a ser matutino y en 1870 se mudó a la calle Puerto (hoy San Martín). Tras adquirir una máquina de impresión propia, el 22 de mayo de 1889 la editorial se trasladó a los flamantes talleres de calle Libertad (lo que hoy es el edificio de Sarmiento 763, su residencia definitiva).
Hacia fines de siglo se reemplazó el disparo de un cañón para anunciar sucesos importantes por pizarras con las noticias del día.

### En elsigloXX
El diario redujo el tamaño de sus páginas en 1903, y dos años más tarde la edición diaria tenía 16 páginas, tras la adquisición en Francia de una rotativa marca Marinoni y cinco máquinas de linotipia. El cambio de la imprenta a la rotativa y del armado artesanal a la redacción en linotipos obligó al diario a contratar en Buenos Aires personal especializado. En 1907 se renovó la rotativa (también de la marca francesa Marinoni), se mejoró la calidad del papel de impresión y se publicaron suplementos ilustrados en sepia y portada a color en ejemplares de 28 páginas.
La Casa Serra Hermanos realizó los trabajos de instalación, tanto de esa rotativa como la de 1918 y la de 1937, una máquina Gross fabricada en Estados Unidos que continúa expuesta en el Museo del Diario La Capital.
Luego de tener como directores a distintos herederos de Ovidio Lagos, Nora Lagos se convirtió en 1953 en la única mujer que condujo La Capital en su historia. Estuvo al frente de la empresa hasta 1955, cuando fue encarcelada por el golpe militar que derrocó a Juan Domingo Perón.

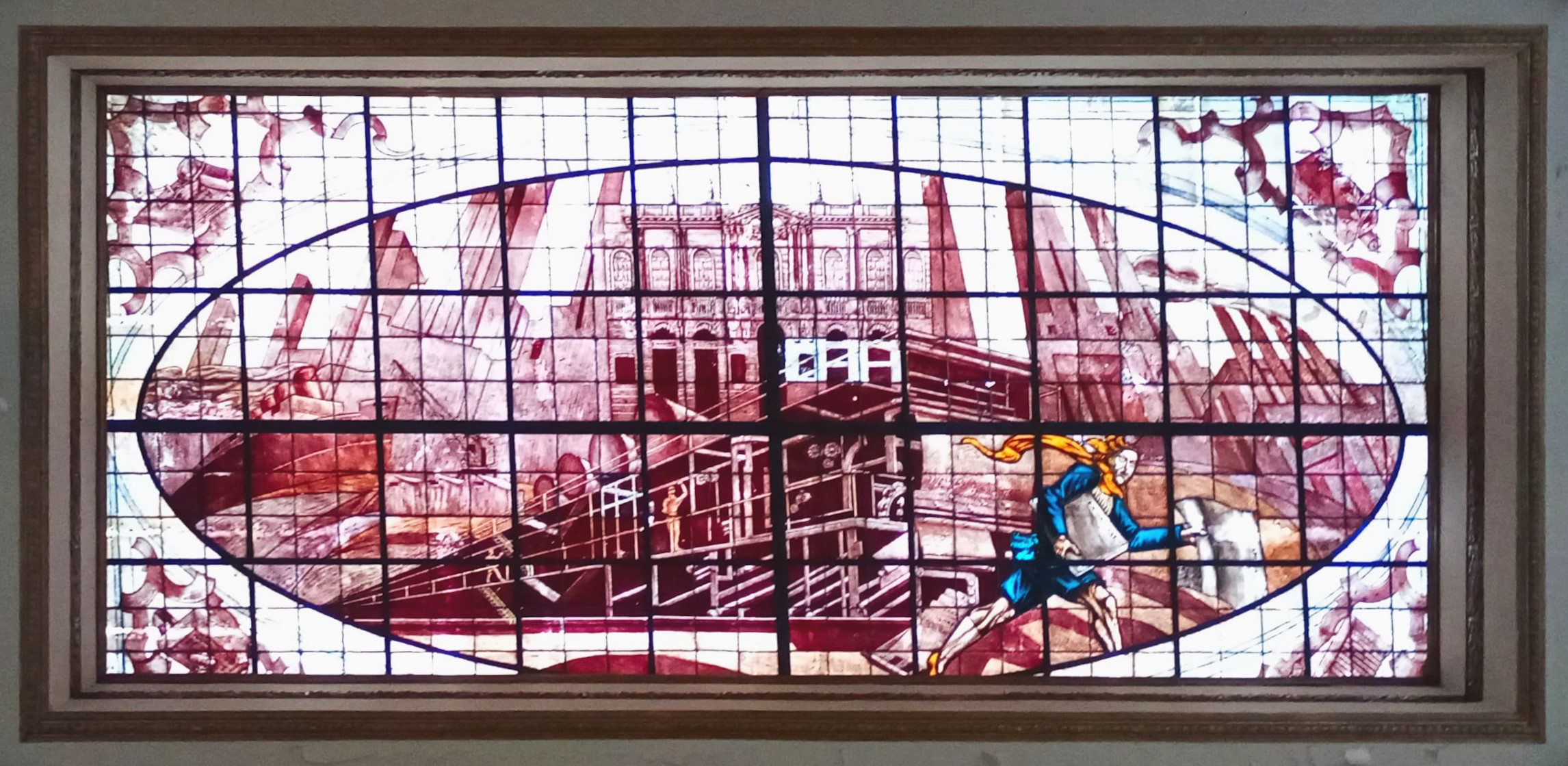
Vitral del tragaluz del salón central del diario La Capital.

Hacia 1967 la planta de empleados de la empresa era de 613 personas, luego de que hubiese comenzado el siglo con 73 empleados.
Desde sus inicios, las tapas de La Capital tenían anuncios publicitarios, pero a partir de 1967 las noticias ocuparon la portada y el resto de la edición, en detrimento de la publicidad.
Durante 111 años el diario se hizo "en caliente", es decir, con el empleo de linotipos que moldeaban, en plomo y antimonio fundidos, cada letra y cada línea de texto. El viejo taller del diario fue renovado en 1978 cuando incorporó el proceso de fotocomposición, conocido como composición "en frío".
En 1987 recibió una Mención Especial de los Premios Konex por su aporte a la comunicación y el periodismo de la Argentina.
Según el Instituto Verificador de Circulaciones (IVC), en 1992 tuvo una venta promedio de 54.730 ejemplares diarios.
En 1994 el diario La Capital lanzó Capitel, un servicio de información telefónica prestado con periodistas propios. Llamando a un número telefónico gratuito (250000) se podían escuchar noticias, servicios y entretenimientos, a través de los códigos de las secciones que se publicaban en el diario impreso. Se inauguró el 10 de noviembre de 1994, día en que recibió alrededor de 30.000 llamados, y dejó de funcionar en 1997.
A mediados de 1998, en la planta ubicada en Santiago y Rivadavia se instaló la rotativa Goss Urbanite, una máquina de impresión de trece cuerpos, 165 toneladas de peso y casi 36 metros de largo. También incorporó dos apiladores contadores digitalizados programables de diarios, cuatro máquinas atadoras automáticas, perforadoras, dobladoras, insoladoras y otros equipos de última generación. Con ellos, el 6 de julio de 1998, La Capital modernizó su edición y empezó a publicar en colores.

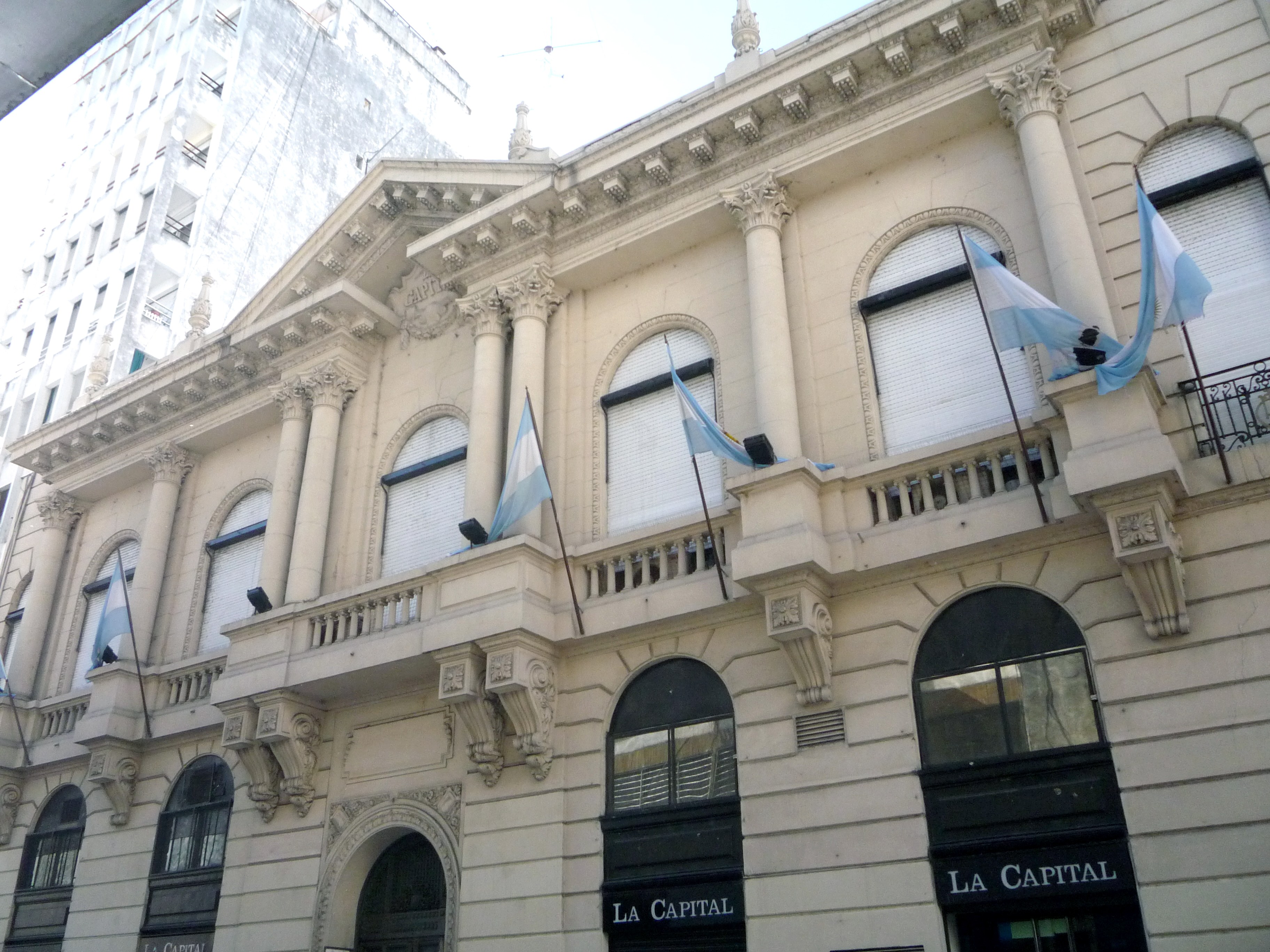
Fachada del diario La Capital

### En elsigloXXI
En 2001 el diario lanzó su edición en internet, que en un primer momento reproducía los contenidos del periódico impreso. El 18 de junio de 2003 incorporó en la web las noticias de último momento, con actualizaciones a lo largo del día. En diciembre de 2007 renovó el sitio con mayor capacidad multimedia y la posibilidad de que los lectores comenten e interactúen con el diario.
En 2017, para la conmemoración del 150.º aniversario del diario, se hizo una presentación en la Fiesta de las Colectividades, con un show de luces, música en vivo, acróbatas aéreos y juegos de láser. También se publicó un libro con una selección de 150 tapas (una por cada año de existencia), se le dedicó un homenaje en el Senado de la Nación, la Municipalidad lo distinguió como institución destacada de la ciudad y la Legislatura de Santa Fe le entregó un diploma de honor y acogió una muestra fotográfica sobre la historia del diario.
En 2021, el sitio web de La Capital lanzó un muro de pago, un servicio de contenido exclusivo para suscriptores que conserva el acceso gratuito para el resto de las noticias publicadas en el portal.
Un relevamiento del Instituto Verificador de Circulaciones (IVC) de 2022 detalló que La Capital tenía entonces una tirada promedio de 15.605 ejemplares durante la semana y de 37.204 los domingos, con lo que era el diario impreso con mayor circulación del interior del país. En tanto, un relevamiento de ComScore correspondiente a junio de 2022 posicionó al sitio web de La Capital primero entre los portales de noticias de la región, con 1.549.684 visitante únicos mensuales, 14.954.000 páginas vistas y un tiempo de lectura total de 20.597.000 minutos.

## Fundación La Capital
Impulsada por el directorio del diario, Fundación La Capital se creó en agosto de 2000.
Desde su "Página solidaria" se produjeron contenidos periodísticos destinados a difundir las experiencias y las prácticas de diferentes ONG y reflejar las acciones de responsabilidad social empresaria de distintas firmas o instituciones.
Uno de los principales proyectos de la Fundación fue "El diario en el aula", a través del cual se organizaron actividades y capacitaciones junto a docentes de las escuelas de Rosario. El objetivo de este programa fue promover la lectura crítica y reflexiva de los medios en las escuelas y posicionar al estudiante en el rol de periodista, estimulándolo a leer, analizar y criticar los contenidos periodísticos.
Fundación La Capital desarrolló actividades vinculadas con diferentes problemáticas culturales, sociales y educativas, y se propuso acercar las prácticas periodísticas a la comunidad de Rosario y a la región.

## Museo
En 2004 se inauguró el Museo del Diario La Capital, en la sede de Sarmiento 763, siendo el primer museo de su tipo en Argentina. Con entrada libre y gratuita, tiene visitas guiadas con un recorrido por su historia, exhibe antiguas rotativas (como la prensa con la que se imprimió el primer ejemplar de La Capital y la rotativa Goss Urbanite que la familia Lagos trajo de Chicago en 1935) y presenta una redacción interactiva para contingentes escolares y la Ludoteca para alumnos de nivel inicial y primer ciclo de primaria.

## En la cultura popular
El diario La Capital es un símbolo para Rosario y algunos artistas locales lo mencionan en sus letras. Por ejemplo en el tema Mariposa tecknicolor de Fito Páez, el cantante rosarino le dedica una estrofa al periódico de su ciudad:

Las columnas de la catedral y la tribuna grita gol el lunes por La Capital
Fito Páez, Mariposa tecknicolor

Otro caso es La leyenda de Rosario, compuesta y cantada por Enrique Llopis.

Hay ciudades con historias y ciudades nada más, / unas miran adelante y otras miran hacia atrás. / Yo vengo de una modesta donde nadie piensa mal, / ciudad con un solo vicio: el diario La Capital.
Enrique Llopis, La leyenda de Rosario

## Conflictos sindicales
En solidaridad con los 26 trabajadores despedidos el 31 de marzo de 2010 de las radios LT8 y LT3 de Rosario (dos de las tres emisoras de amplitud modulada de la ciudad) “en represalia por el apoyo a la ley audiovisual”. Los trabajadores del diario La Capital pararon por completo las tareas en el edificio de calle Sarmiento y en la planta impresora. Ambas radios y el periódico, empresas del Grupo Uno Multimedios, estuvieron en huelga durante siete días.

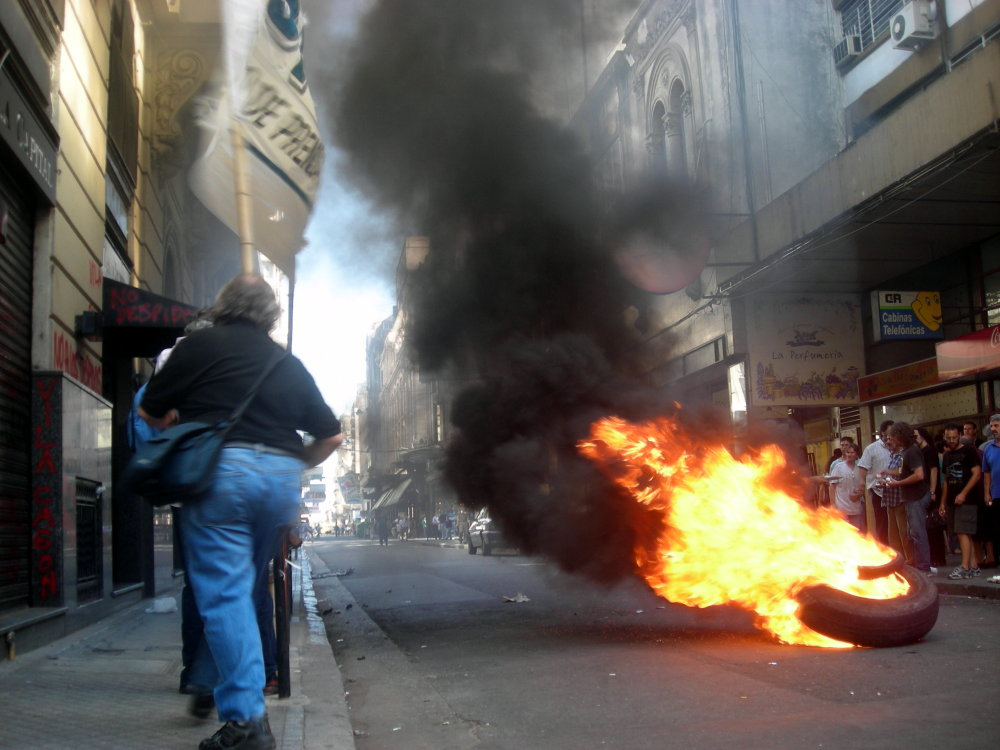
Los trabajadores del diario La Capital hicieron en 2010 una huelga que se prolongó por siete días.

Los empresarios dijeron en un aviso por televisión que el paro gremial pretende “silenciar y hostigar el derecho al libre acceso a la información que son garantías constitucionales y democráticas”.
En cambio, el secretario general del Sindicato de Prensa Rosario, Edgardo Carmona, sostuvo que “es la revancha por la activa postura de nuestro gremio por la Ley de Medios, contra los trabajadores que no firmaron los comunicados empresariales contra la ley y en cambio militaron a favor de su sanción”.
La empresa decidió desconocer la conciliación obligatoria dictada por el Ministerio de Trabajo de la provincia. El abogado laboralista Jorge Elías dijo que "legalmente, las consecuencias negativas que puede tener la empresa por no acatar la conciliación son mínimas".
Mientras, el diario salió con una edición de emergencia el jueves 2 de abril, preparada con el aporte de redacciones del multimedios en Mendoza, Paraná y Santa Fe; se imprimió en Buenos Aires. No fue distribuida porque los choferes de Rosario se negaron a hacerlo. La edición del viernes se redactó e imprimió en Paraná, en lo que durante las asambleas y actos frente al diario se mencionó como "edición off shore".
En los días subsiguientes, las ediciones también se imprimieron en otras plantas que el Grupo Uno tiene en el país, elaborada desde las redacciones del Diario Uno de Santa Fe, Paraná y Mendoza. Fue la primera vez en los 142 años de historia del matutino que se realizó una edición foránea del diario.
La editorial también difundió por televisión una solicitada donde señalaban que se vio "dificultada e impedida de llegar normalmente a sus lectores con sus ejemplares debido a la acción de grupos de personas y sindicatos que ilegítimamente y realizando actos de fuerza de todo tipo impiden a sus trabajadores ingresar a realizar sus tareas en el referido diario, todo ello fundado en la supuesta existencia de un conflicto laboral de trabajadores de otros medios de prensa a los que resulta ajeno diario La Capital".
Los trabajadores despedidos se reincorporaron el 7 de abril, luego de que la empresa acatara la conciliación obligatoria que dictó el Ministerio de Trabajo de la Nación para las cuatro empresas (diario La Capital, radios LT8 y LT3, y Seller, empresa administrativa satélite del periódico), vigente hasta el 21 de abril.
Si bien los empleados regresaron a sus puestos laborales, el conflicto seguía sin resolverse y se encontraba en “una etapa de difíciles y trascendentes negociaciones", según precisaron desde la Intersindical de Gremios de la Comunicación.
Finalmente, el 28 de abril de 2010 finalizó la conciliación obligatoria y quedaron ratificadas las reincorporaciones en el Multimedios La Capital. La empresa aceptó sin condicionamientos y definitivamente la reincorporación de todos los empleados despedidos, según consta en el acta que los representantes del Grupo Uno firmaron ante el Ministerio de Trabajo de la Nación.

## Patrocinios
- Argentino (1999-2001, principal y 2003-presente, espalda)
- Newell's Old Boys (1998-2002, principal)
- Rosario Central (1998-2000, pantalones)
- Tiro Federal (2000-2003, principal)